# Martino
Martino  è un nome proprio di persona italiano maschile.

## Varianti
- Maschili
  - Ipocoristici: Marti, Tino[2]
  - Alterati: Martinello[1], Martinetto[1]
- Femminili: Martina[1][3][4]

### Varianti in altre lingue
- Asturiano: Martini[6]
- Basco: Mattin[2], Martiñ[6]
  - Alterati: Matxin[2]
- Basso-tedesco: Merten[2]
- Bretone: Marzhin
- Bulgaro: Мартин (Martin)[2]
- Catalano: Martí[2][6]
- Ceco: Martin[2][5]
- Croato: Martin[2]
  - Ipocoristici: Tin[2]
- Danese: Morten[2][5], Martin[2]
- Esperanto: Marteno
- Estone: Martin
- Finlandese: Martti[2][5], Martin[2]
- Francese: Martin[2][5]
- Galiziano: Martiño[6]
- Gallese: Martyn[2][5]
- Greco moderno: Μαρτίνος (Martinos)
- Inglese: Martin[2][5][7]
  - Ipocoristici: Marty[2][5], Martie[2]
- Irlandese: Máirtín[2], Mairtín[5]
- Latino: Martinus[1][2][3][4][6][7]
- Lettone: Mārtiņš[2]
- Ligure: Martin[8]
- Limburghese: Martèng
- Lituano: Martynas[2]
- Lusaziano: Měrćin
- Macedone: Мартин (Martin)[2]
- Normanno: Martîn[2]
- Norvegese: Morten[2], Martin[2]
- Olandese: Maarten[2][5], Marten[2], Martijn[2][5], Martinus[2]
  - Ipocoristici: Tijn[2]
- Polacco: Marcin[2][5], Martyn
- Portoghese: Martim[2], Martinho[2][5]
- Rumeno: Martin[2][5]
- Russo: Мартин (Martin)[2][5]
- Scozzese: Màrtainn[5]
- Slovacco: Martin[2]
- Sloveno: Martin[2]
  - Ipocoristici: Tine[2], Tinek[2]
- Spagnolo: Martín[2][6]
- Svedese: Mårten[2], Marten[5], Martin[2]
- Tedesco: Martin[2][5]
- Ucraino: Мартин (Martyn)[2]
- Ungherese: Márton[2][5], Martin[2]

## Origine e diffusione

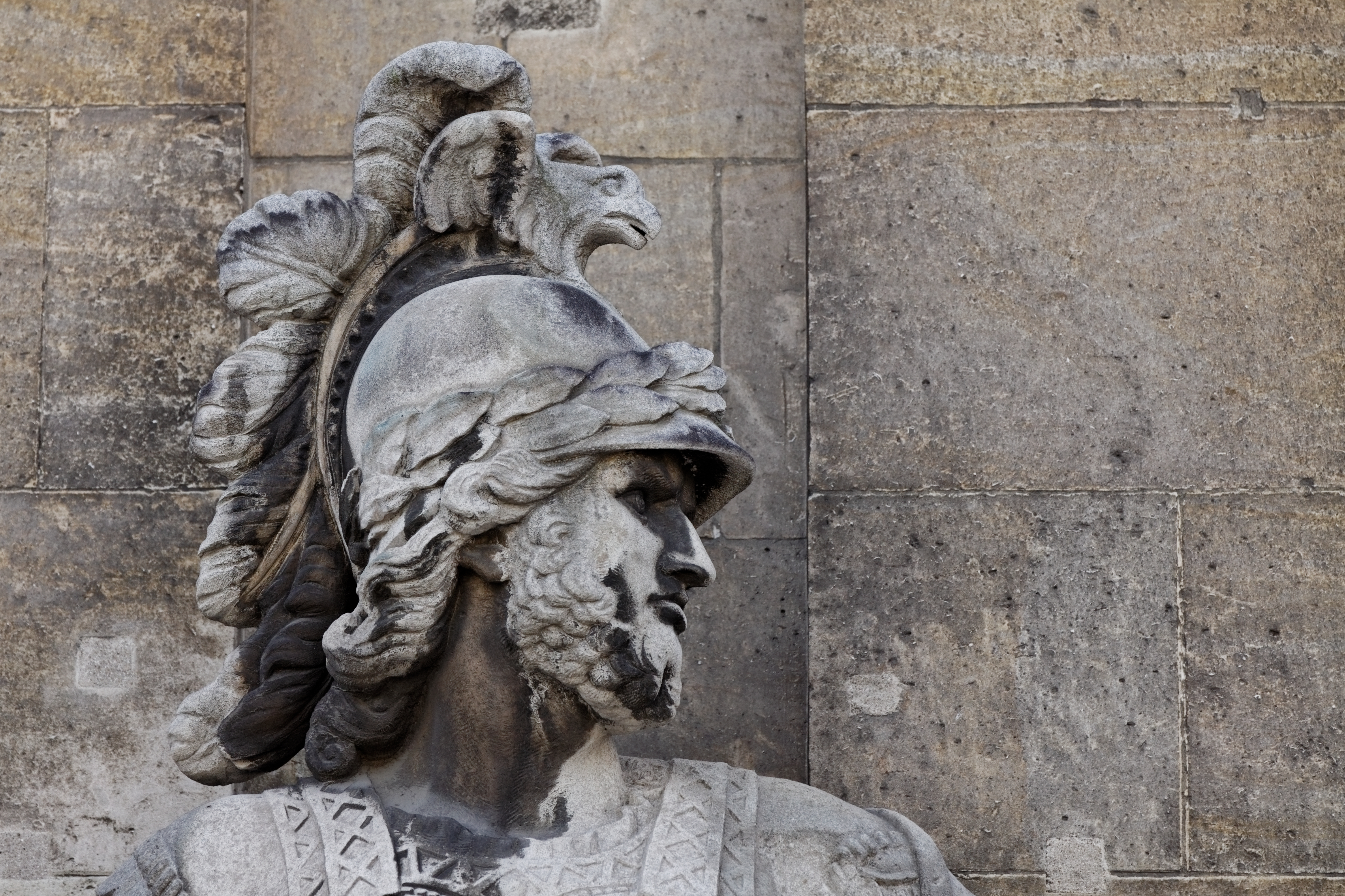
Statua di Marte all'Hôtel des Invalides di Parigi

Deriva dal supernomen romano Martinus, divenuto poi nome proprio: è una costruzione teoforica basata sul nome del dio romano della guerra, Marte (in latino Mars, al genitivo Martis), e vuol dire quindi "consacrato a Marte", "dedicato a Marte", "appartenente a Marte"; condivide quindi la stessa etimologia di vari altri nomi, quali Marco, Marcello, Marciano, Mario, Marziale e Marzio, testimoniando l'enorme popolarità del culto di tale divinità presso gli antichi romani. Da Martino deriva poi, in forma patronimica, il nome Martiniano.
Il nome si diffuse particolarmente durante il Medioevo, in ambiti cristiani, grazie alla venerazione di diversi santi, in particolare san Martino di Tours; il suo culto, attestato in Francia già nell'VIII secolo, giunse in altri paesi, fra cui l'Italia, a cavallo tra il IX e il X secolo. Nel Bel Paese il nome è ben diffuso ovunque, specialmente al Nord.

## Onomastico

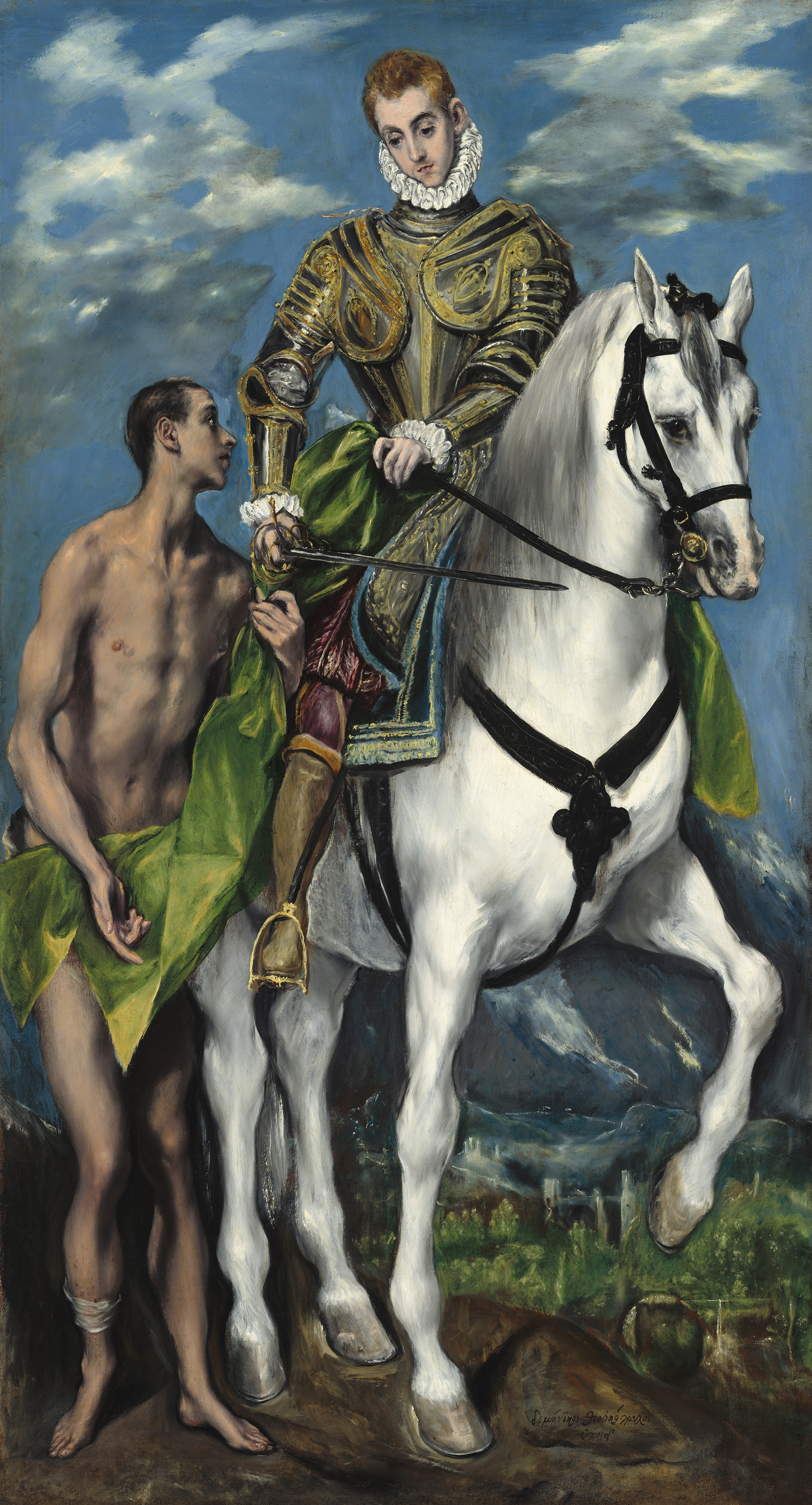
San Martino di Tours dipinto da El Greco

Generalmente, l'onomastico viene festeggiato l'11 novembre, in onore di san Martino, vescovo di Tours. Si ricordano comunque numerosissimi santi e beati con questo nome, fra i quali, alle date seguenti:
- 12 gennaio, san Martino di Léon, o di Santa Croce, sacerdote[9]
- 18 febbraio, san Martino Wu Xuesheng, martire con altri compagni a Kaiyang (Cina)[9]
- 20 marzo, san Martino di Braga, vescovo[9]
- 30 marzo, san Martino Huin, martire con altri compagni a Su-Ryong (Corea del Sud)[9]
- 13 aprile, san Martino I, papa e martire a Cherson[9]
- 4 maggio, beato Jean-Martin Moyë, fondatore delle Suore della Provvidenza[9]
- 5 maggio, san Martino di Finojosa, vescovo di Sagunto[9]
- 1º luglio, san Martino, vescovo di Vienne[9]
- 3 agosto, san Martino, eremita sul monte Massico[9]
- 18 agosto, beato Martín Martínez Pascual[9], sacerdote e martire
- 16 settembre, san Martino, vescovo e monaco a Huerta[9]
- 23 ottobre, beato Fiorenzo Martino Ibanez Lazaro, religioso e martire con altri compagni a Benimaclet[9]
- 24 ottobre, san Martino di Vertou, abate[9]
- 3 novembre, san Martino de Porres, religioso domenicano, patrono dell'America Latina[9]
- 11 dicembre, beato Martino di San Nicola, agostiniano recolletto e martire

## Persone
- Martino, generale bizantino
- Martino I, papa e santo
- Martino IV, papa
- Martino V, papa

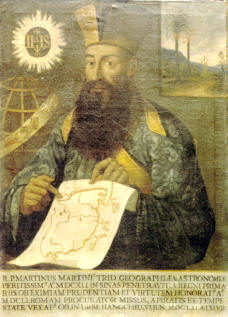
Martino Martini

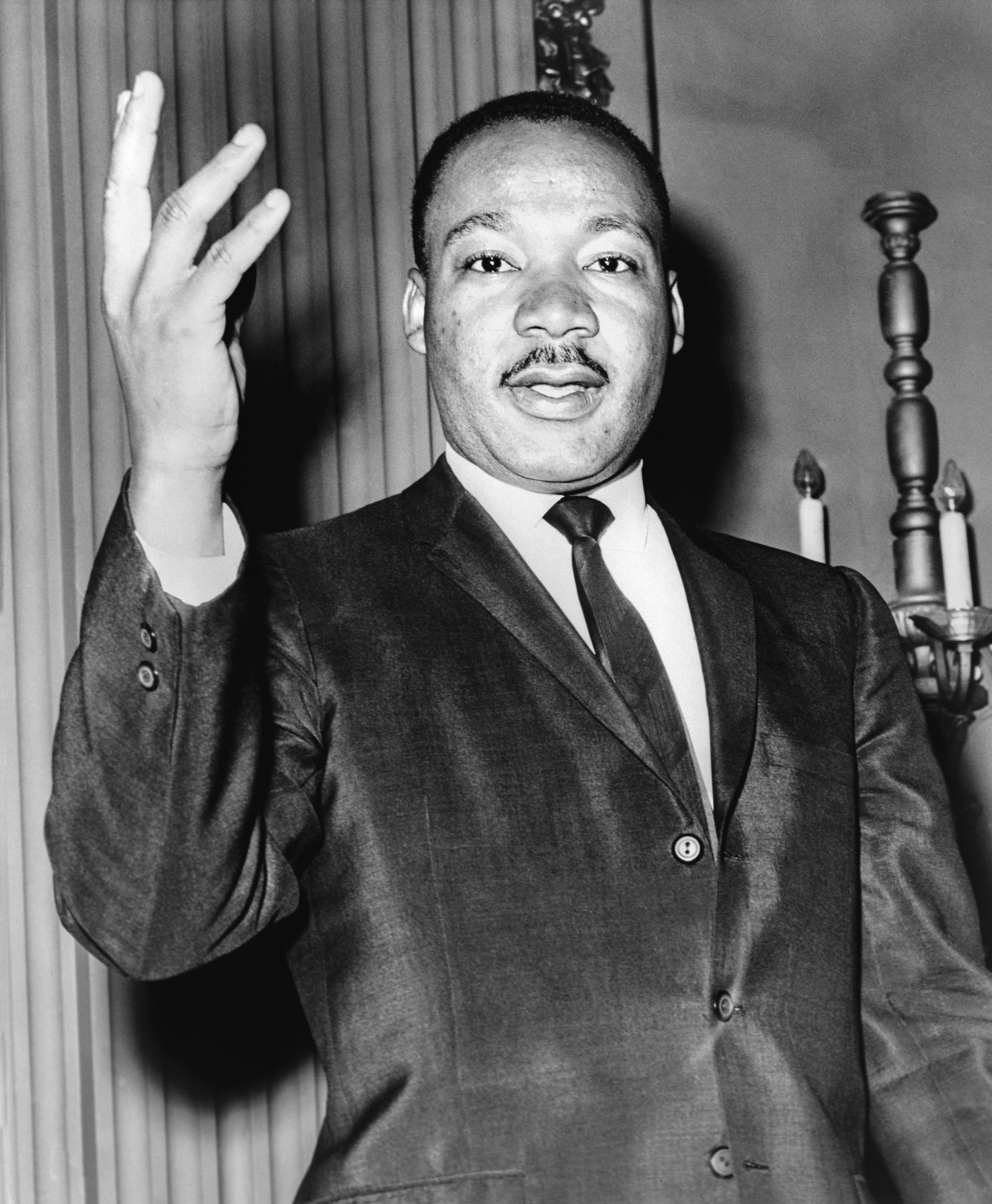
Martin Luther King

- Martino I di Aragona, re di Aragona, di Valencia, di Sardegna e di Maiorca
- Martino I di Sicilia, detto "il Giovane", re di Sicilia
- Martino di Tours, vescovo, confessore e santo francese
- Martino Canessa, vescovo cattolico italiano
- Martino Frontini, compositore italiano
- Martino Gosia, giurista italiano
- Martino Longhi il Giovane, architetto italiano
- Martino Longhi il vecchio, architetto italiano
- Martino Mario Moreno, diplomatico e orientalista italiano
- Martino Martini, gesuita, storico, geografo e cartografo italiano
- Martino Martini, politico italiano

### Variante Martin
- Martin Heidegger, filosofo tedesco
- Martin Freeman, attore britannico
- Martin Luther King, pastore protestante, politico e attivista statunitense
- Martin Lawrence, attore, regista e produttore televisivo statunitense
- Martin Lutero, teologo tedesco
- Martin Mulligan, tennista australiano
- Martin Scorsese, regista, attore, sceneggiatore, produttore cinematografico e storico del cinema statunitense
- Martin Sheen, attore e regista statunitense

### Variante Martín

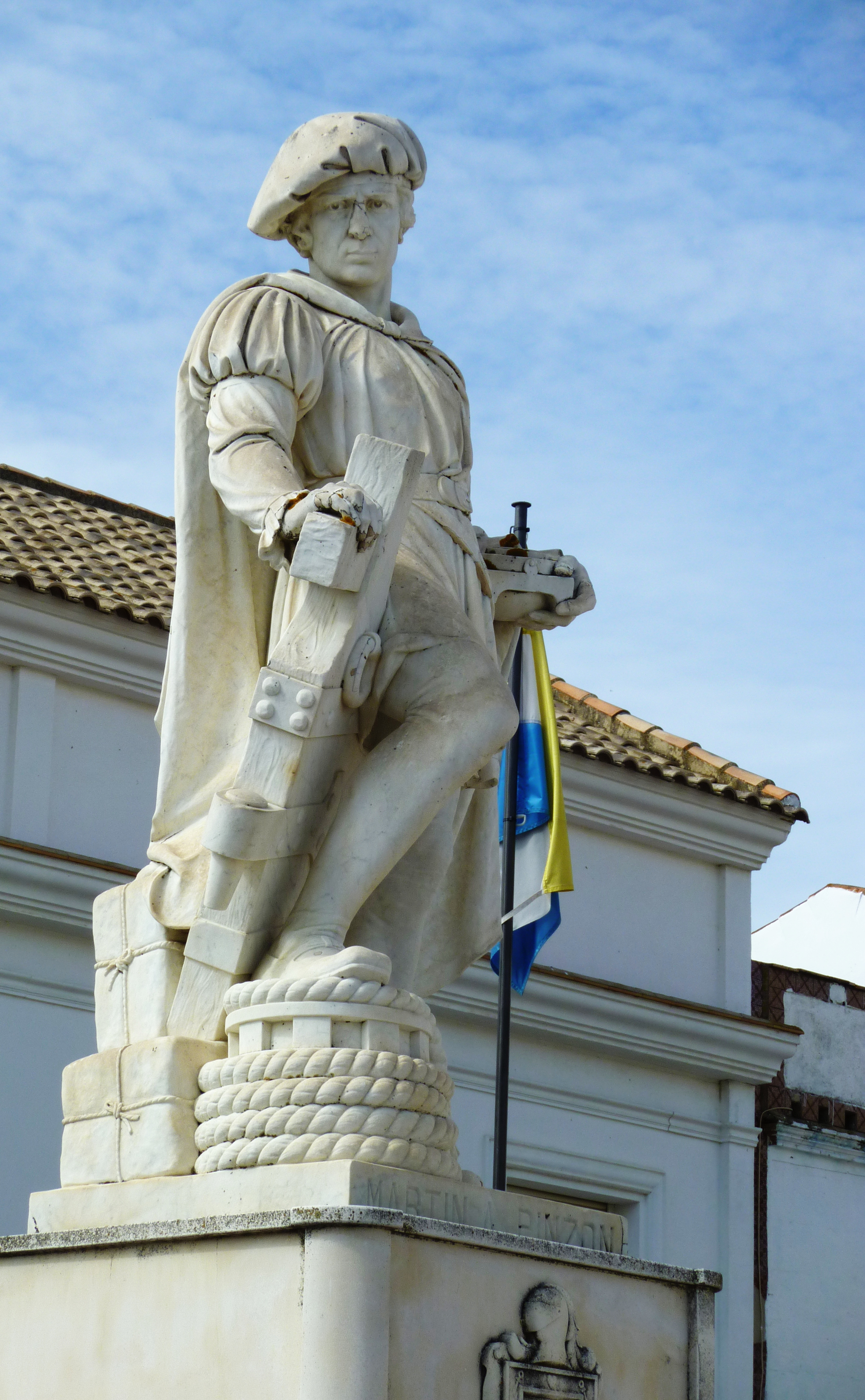
Martín Alonso Pinzón

- Martín Cárdenas, pilota motociclistico colombiano
- Martín Demichelis, calciatore argentino
- Martín Palermo, calciatore e allenatore di calcio argentino
- Martín Alonso Pinzón, navigatore ed esploratore spagnolo

### Variante Martinus
- Martinus Willem Beijerinck, microbiologo e botanico olandese
- Martinus Nijhoff, scrittore e poeta olandese
- Martinus Rørbye, scultore danese
- Martinus Theunis Steyn, politico sudafricano
- Martinus Veltman, fisico olandese

### Variante Maarten
- Maarten de Vos, pittore fiammingo

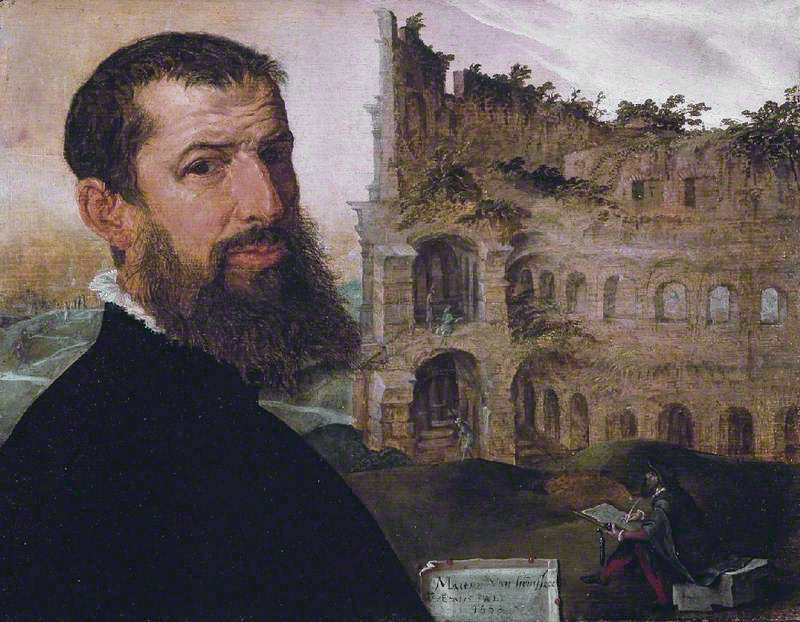
Maarten van Heemskerck

- Maarten Stekelenburg, calciatore olandese
- Maarten Tromp, ammiraglio olandese
- Maarten van Heemskerck, pittore olandese
- Maarten van Rossum, condottiero olandese

### Variante Morten

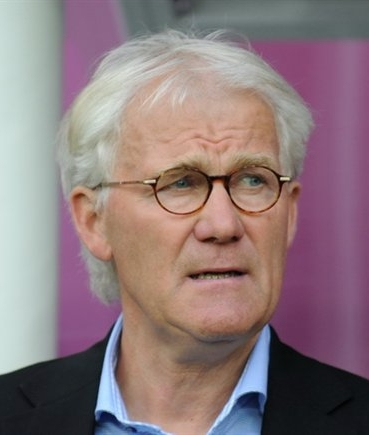
Morten Olsen

- Morten Abel, cantante e musicista norvegese
- Morten Andersen, giocatore di football americano danese
- Morten Berre, calciatore norvegese
- Morten Harket, musicista, cantante e compositore norvegese
- Morten Hæstad, calciatore norvegese
- Morten Gamst Pedersen, calciatore norvegese
- Morten Moldskred, calciatore norvegese
- Morten Olsen, calciatore e allenatore di calcio danese

### Altre varianti

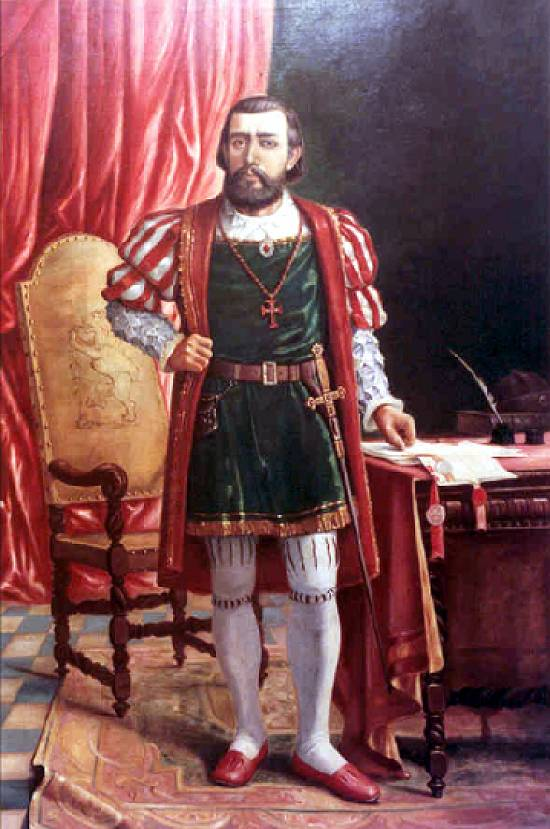
Martim Afonso de Sousa

- Martti Ahtisaari, diplomatico e politico finlandese
- Marcin Bielski, scrittore, storico e drammaturgo polacco
- Martyn Burke, giornalista, scrittore, sceneggiatore, regista e produttore cinematografico canadese
- Martinho da Vila, cantante, compositore e scrittore brasiliano
- Martins Dukurs, skeletonista lettone
- Márton Fülöp, calciatore ungherese
- Marcin Gortat, cestista polacco
- Martynas Mažvydas, scrittore e teologo lituano
- Máirtín Ó Direáin, poeta e scrittore irlandese
- Martyn Poliakoff, chimico britannico
- Martti Talvela, basso finlandese

## Il nome nelle arti
- Martino (Martin in lingua originale) è un personaggio del romanzo filosofico Candido, scritto da Voltaire.
- Martin Bora è un personaggio protagonista di diversi romanzi di Ben Pastor.
- Martin Eden è un personaggio protagonista dell'omonimo romanzo di Jack London.
- Martin Fenwick è un personaggio della serie televisiva Sherlock Holmes - Indagini dal futuro.
- Martin Hel è un personaggio dei fumetti creato da Robin Wood.
- Martin Jacques Mystère è un personaggio protagonista della serie a fumetti Martin Mystère.
- Martin "Marty" McFly è un personaggio protagonista della trilogia cinematografica Ritorno al futuro.
- Martin Matin è il protagonista dell'omonima serie animata.

## Curiosità

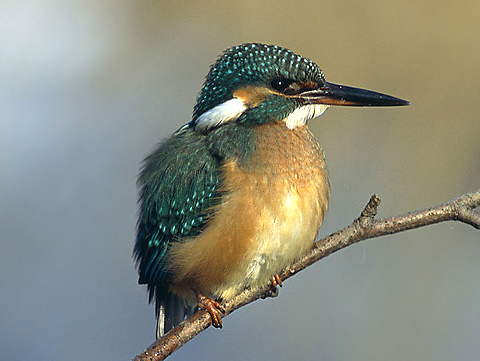
Un martin pescatore

- Famosissimo, suo malgrado, è il frate Martino di Asello, protagonista di un aneddoto che insegna l'importanza delle piccole cose, avendo ispirato il detto "per un punto Martin perse la cappa".
- Il martin pescatore (alcedo atthis) è un uccello della famiglia degli alcedinidi e dell'ordine dei coraciformi.
- A Milano sono chiamati martinitt, cioè "piccoli Martino", i bambini dell'orfanotrofio fondato nel 1532 da san Gerolamo Emiliani presso l'oratorio di San Martino.